# Silometopus
Silometopus is een geslacht van spinnen uit de familie hangmatspinnen (Linyphiidae).

## Soorten
De volgende soorten zijn bij het geslacht ingedeeld:
- Silometopus acutus Holm, 1977
- Silometopus ambiguus (O. P.-Cambridge, 1905)
- Silometopus bonessi Casemir, 1970
- Silometopus braunianus Thaler, 1978
- Silometopus crassipedis Tanasevitch & Piterkina, 2007
- Silometopus curtus (Simon, 1881)
- Silometopus elegans (O. P.-Cambridge, 1872)
- Silometopus incurvatus (O. P.-Cambridge, 1873)
- Silometopus nitidithorax (Simon, 1914)
- Silometopus reussi (Thorell, 1871)
- Silometopus rosemariae Wunderlich, 1969
- Silometopus sachalinensis (Eskov & Marusik, 1994)
- Silometopus tenuispinus Denis, 1949
- Silometopus uralensis Tanasevitch, 1985